# San Pedro de Lloc
San Pedro de Lloc es una ciudad peruana, capital del distrito de San Pedro de Lloc y a la vez de la provincia de Pacasmayo, ubicada en el departamento de La Libertad.
Desde el punto de vista jerárquico de la Iglesia católica forma parte de la Arquidiócesis de Trujillo.
Se encuentra ubicada a unos 99 km al norte de la ciudad de Trujillo.

## Historia
El territorio del distrito perteneció en la época precolombina al territorio del gran Chimú. Durante el Virreinato perteneció al corregimiento de Saña, en la época republicana perteneció a la provincia de Lambayeque hasta que el 22 de marzo de 1839, por razones económicas (recaudación de contribuciones) Agustín Gamarra formó la provincia de Chiclayo en la que se encontraba incluido el distrito de San Pedro de Lloc, siendo su capital la ciudad de Chiclayo.
El pueblo de Lloc fue un pueblo pescador; este pueblo se halla ubicado en las faldas del cerro denominado Puémape; años después, se trasladaron dos leguas más al norte de Puémape y fue el jefe de la parcialidad de Lloc el que inició y fundó esa nueva localidad, que se denominó Lloc en honor a su fundador.
A la conquista de los españoles, adoptaron el nombre de San Pedro agregándole de Lloc. Se fundamentó el nombre, por la analogía del oficio del santo de ese nombre con el oficio más numeroso de los pobladores. Pocos años después y bajo a dirección de los padres agustinos recién establecidos en Guadalupe, procedieron a la construcción de un pequeño templo de adobe, que existió en ese lugar hasta fines del siglo XVII.
Siendo estrecho el terreno que habían elegido y estando rodeados por los arenales descendieron unas cuadras y fundaron la población en el lugar que hoy se encuentra. Aristócratas de la principal dinastía castellana establecieron sus cómodos solares y aportaron su cultura, influyendo esto, en el trazo de sus calles y sus holgadas mansiones que aún conservan ese abolengo de la vieja nobleza.
El 1 de enero de 1821 el sampedrano José Andrés Rázuri Estévez proclamó la independencia de su pueblo en la Plaza de Armas de la ciudad frente al templo de su fe. Ahí junto con su hermano Santiago y don Ceferino Hurtado sellaron el grito de libertario apresando a las autoridades españolas de la época cuyo jefe era el realista General Gutiérrez de la Fuente, que en calidad de prisionero fue entregado en la Ciudad de Trujillo al Marqués de Torre Tagle (José Bernardo de Tagle, que después sería el segundo Presidente de la República del Perú).
El 17 de marzo de 1821 se instala el primer ayuntamiento y el 21 de junio de 1825 es elevado a categoría de Distrito y el 23 de noviembre de 1864 es nominado Capital de la Provincia de Pacasmayo por efecto de la Ley de creación de la Provincia de Pacasmayo.
Durante la presidencia del general Juan Antonio Pezet, se anexó el distrito de la recién creada, en el ex departamento de La Libertad y que comprendía los distritos de San Pedro, Pacasmayo, Jequetepeque, San José, Guadalupe, Chepén y Pueblo Nuevo, siendo la capital la villa de San Pedro de Lloc.
La creación de la provincia se debió a los esfuerzos de José Bernardo Goyburo y Estévez y Alejandro de la Fuente y Goyburo. La separación de la provincia de Pacasmayo del departamento de Lambayeque se debió a razones socioeconómicas, expuestas en el proyecto de creación como provincia, presentada ante el gobierno por los distritos solicitantes y que obtuvo la promulgación de la ley de creación de la provincia de Pacasmayo.
El congreso en 1864, lo nombró capital de la provincia de Pacasmayo y por ley s/n del 28 de enero de 1871, fue elevado a la categoría de ciudad, siendo nombrado primer alcalde provincial el notable Don José Gervacio Barba y Estéves.

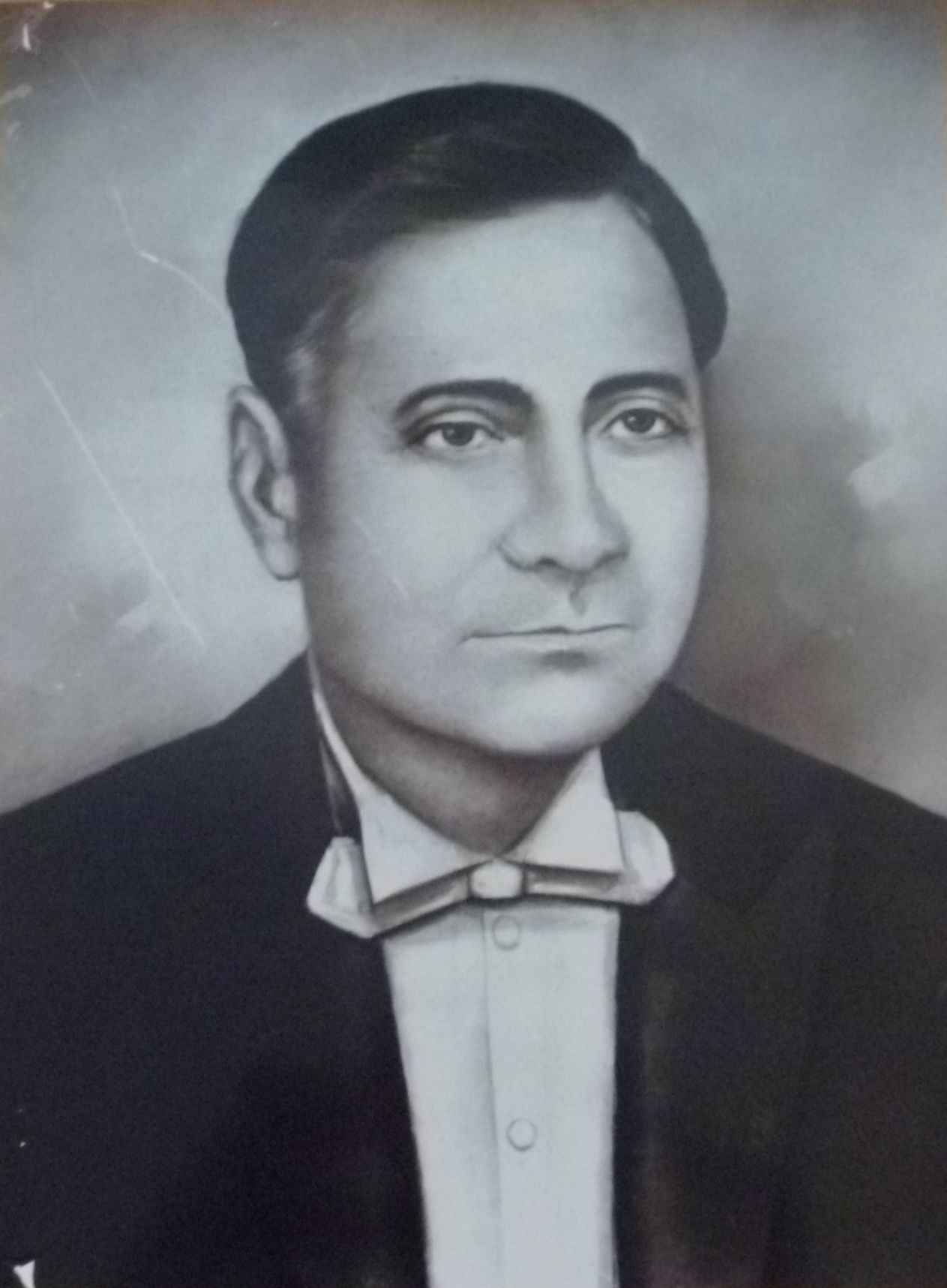
José Gervacio Barba y Estéves, Primer Alcalde Provincial de Pacasmayo (1864)

## Datos geográficos
San Pedro de Lloc se encuentra situado a una altitud de 43 m s. n. m., entre los 7º 25’ de latitud sur y los 79° 30’ de longitud oeste. Limita por el norte con Pacasmayo; por el sur, con la Provincia de Ascope; por el este, con el Distrito de San José; y, por el oeste con el Mar de Grau.
San Pedro de Lloc, es la capital de la provincia de Pacasmayo que pertenece a La Libertad. El distrito tiene 698,42 km². La población según el censo de 2005 es de 16.426 habitantes.
El territorio correspondiente al distrito de San Pedro, es ligeramente accidentado, ya que está influenciada por algunos pequeños ramales de la cordillera Occidental de los Andes (Pelagatos), presentando algunos plegamientos, levantamientos y muchos otros fenómenos propios de la erosión. Destacan en los alrededores los cerros “Pitura”, “Chilco”, “Blanco”, “Puémape", “Cañoncillo”, entre otros.
Estos accidentes del terreno se encuentran en su mayoría hacia el este, ya que la faja adjunta al litoral es completamente plana, con formaciones de médanos por efecto del viento y de la escasez de agua.
La provincia de Pacasmayo se encuentra irrigada por las aguas del río Jequetepeque, que es de régimen irregular como casi la totalidad de los ríos de la costa peruana. Nace este río en Cajamarca bajando de las punas por el valle, formando la cuenca del mismo nombre. En la época de lluvias en la sierra el caudal del río Jequetepeque es apreciable; a pesar de ello, no bastan sus aguas para dar riego suficiente a todas sus tierras; de allí que no se cultive toda la tierra.
Existen lagunas que son consideradas reservorios naturales para las épocas de escasez de agua, como por ejemplo el Hornito, laguna del Muerto, laguna del Sondo, y otras más pequeñas.

## Clima
Tiene un clima cálido y seco, debido a los arenales, que recalientan durante el día el ambiente y por acción del viento tibio. Sin embargo, la temperatura es variable, oscilando de acuerdo a las estaciones de los 13 °C a los 35 °C en la sombra.
Temperatura promedio: entre 28 °C y 15 °C.
- Época de calor: de noviembre a marzo.
- Época de frío: de abril a octubre.

| Parámetros climáticos promedio de San Pedro de Lloc | Parámetros climáticos promedio de San Pedro de Lloc | Parámetros climáticos promedio de San Pedro de Lloc | Parámetros climáticos promedio de San Pedro de Lloc | Parámetros climáticos promedio de San Pedro de Lloc | Parámetros climáticos promedio de San Pedro de Lloc | Parámetros climáticos promedio de San Pedro de Lloc | Parámetros climáticos promedio de San Pedro de Lloc | Parámetros climáticos promedio de San Pedro de Lloc | Parámetros climáticos promedio de San Pedro de Lloc | Parámetros climáticos promedio de San Pedro de Lloc | Parámetros climáticos promedio de San Pedro de Lloc | Parámetros climáticos promedio de San Pedro de Lloc | Parámetros climáticos promedio de San Pedro de Lloc |
| Mes                                                 | Ene.                                                | Feb.                                                | Mar.                                                | Abr.                                                | May.                                                | Jun.                                                | Jul.                                                | Ago.                                                | Sep.                                                | Oct.                                                | Nov.                                                | Dic.                                                | Anual                                               |
| --------------------------------------------------- | --------------------------------------------------- | --------------------------------------------------- | --------------------------------------------------- | --------------------------------------------------- | --------------------------------------------------- | --------------------------------------------------- | --------------------------------------------------- | --------------------------------------------------- | --------------------------------------------------- | --------------------------------------------------- | --------------------------------------------------- | --------------------------------------------------- | --------------------------------------------------- |
| Temp. media (°C)                                    | 24.1                                                | 24.8                                                | 25                                                  | 23.7                                                | 22                                                  | 20.5                                                | 19.5                                                | 19.8                                                | 19.7                                                | 19.9                                                | 20.7                                                | 22.3                                                | 21.8                                                |
| Temp. mín. media (°C)                               | 18.4                                                | 19.2                                                | 19.6                                                | 18.1                                                | 16.6                                                | 15.5                                                | 14.5                                                | 14.8                                                | 14.8                                                | 14.6                                                | 15.2                                                | 16.4                                                | 16.5                                                |
| Fuente: climate-data.org                            |                                                     |                                                     |                                                     |                                                     |                                                     |                                                     |                                                     |                                                     |                                                     |                                                     |                                                     |                                                     |                                                     |

## Atractivos turísticos
- Chocofán: que deriva del verbo chocopani (apedrear). Fue un ayllu guerrero que defendía el ingreso al gran camino incaico, que pasa por la base de la fortaleza de Chocofán. La fortaleza constituida por un cerro, con peñascos rojizos aislados, se eleva a 150 metros del suelo y termina en un lomo de peña viva de unos 300 metros.
- Mazanca: que se deriva de matanca (cogote); llamado así por la forma del ramal pequeño de cerros en cuyas inmediaciones está situado este caserío.
- Jatanca: nombre de la campiña de San Pedro de Lloc que termina en los médanos del lado oriental.
- Calasnique: pareja de la campiña de San Pedro que viene de “ccala” (desnudo) y “nique” (tu) significa tu desnudes, porque por allí estaba los medanales, que impiden el cultivo de una gran porción de terreno que antes se cultivaban.
- La piedra escrita:(Cupisnique). Está ubicada al sur de San Pedro de Lloc, y es la puerta de ingreso a la quebrada de Cupisnique, se le denomina así porque, es una piedra caliza de gran tamaño, donde todo el que visita la zona estampa su nombre allí. Es un lugar donde se pueden encontrar vestigios de cerámica Cupisnique, Chavín y Moche, también es famoso el lugar por el relato de Ricardo Palma, quien en sus Tradiciones Peruanas, narra sobre la leyenda de «Los Macuquinos de Cupisnique» donde narra el entierro de un importante tesoro, por parte de los Jesuitas, en algún lugar de esta quebrada, cuando eran expulsados del Perú, se calcula que se hallan escondidas alrededor de 200 000 monedas de oro, es también un lugar ideal para la práctica de cacería, campismo, etc.

## Patrimonio
- Puente Arco

Está ubicado a la entrada sur de la ciudad. Es la pieza arquitectónica que caracteriza a San Pedro de Lloc.
- Iglesia colonial de San Pedro de Lloc

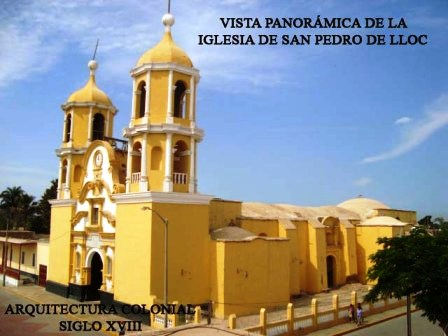
Iglesia colonial que data del siglo XVIII

Considerada como patrimonio cultural de este pueblo, data del siglo XVIII. En su altar mayor se puede apreciar una paloma y unas llaves cruzadas que representan el poder entregado por Jesús a Pedro; también se puede observar en su interior la pila bautismal que data de los años 1700.
En la parte exterior se aprecian dos imágenes que representan a los patrones de la ciudad y guardianes del templo Pedro y Pablo, estas dos imágenes recientemente descubiertas, acompañadas de sus dos torres, el campanario y el reloj traído desde París.
- La Casa Raimondi

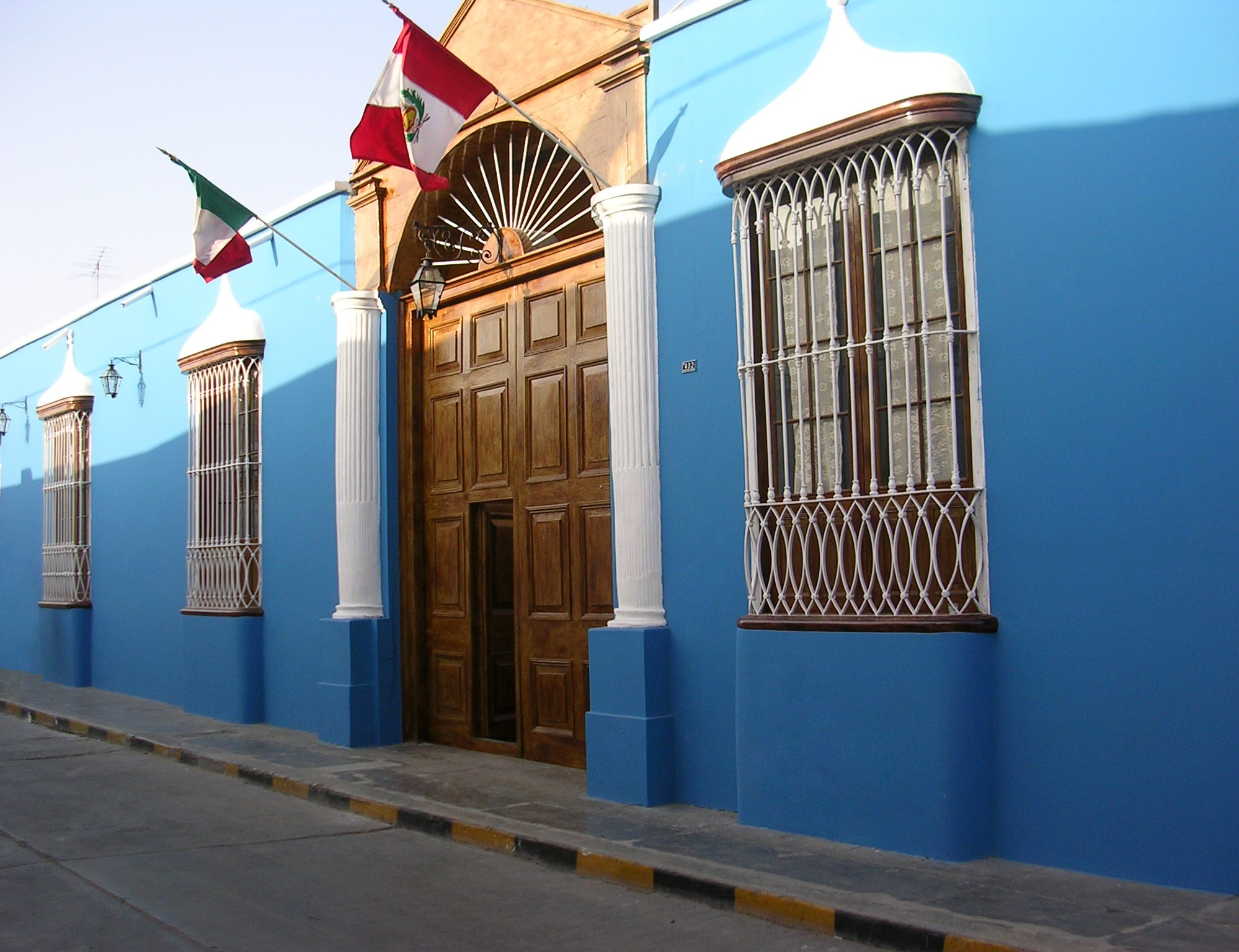
Casa donde vivió el Sabio Italiano

Donde vivió el fundador de la Provincia de Pacasmayo Coronel José Bernardo Goyburu y Esteves (Propiedad de su padre Vicente Goyburu), es el lugar conocido hoy como “La Casa Raimondi” porque allí murió el sabio italiano Don Antonio Raimondi del A´cqua.
Al respecto, “Raimondi llega a San Pedro de Lloc, al ser invitado por su amigo de infancia Arrigoni, para poder recuperarse de su salud, pues el clima de la ciudad podía contribuir a su mejoría. Se instaló en un dormitorio con ventana a la calle. Luego de algunos meses fallece”... Actualmente, funciona allí, el museo y la biblioteca municipal.
- La casa del Niño.

Es esta un moderno complejo recreativo que en su contexto presenta una piscina para adultos y una niños, juegos mecánicos infantiles, cafetería, biblioteca infantil, árboles y flores que adornan sus bellos jardines, haciendo de este lugar un verdadero paraíso para tomarse un descanso o tal vez para pegarse un baño en épocas veraniegas.
Se accede a la Casa del Niño por el Jr. Constitución, al terminar la cuadra cuatro del Jr. Dos de Mayo. Se ubica a un costado de la acequia comunal de San Pedro de Lloc, hacia el lado este.

## Patrimonio arqueológico
Esta zona se encuentra ubicada entre las pampas de San Pedro de Lloc y Paijan, este lugar llamado “Pampa de los fósiles”, está ubicado en las faldas del cerro el YUGO, lugar donde se encuentran más de 5 talleres líticos quien el hombre de la época Paleolítica trabajaba la piedra a percusión; aquí ahora encontramos: cuchillos de mano, hachas de manos, puntas de lanzas, raspadores y peladores, hechas de cuarzos, riolita, basalto, serpentina, etc.
- Pueblo Viejo

Esta ciudadela, está ubicada en la parte este de la capital provincial de Pacasmayo - San Pedro de Lloc, entre las pampas de Jatanca y Cañoncillo, formó parte de la época INCA pero gobernada por su cacique de lloco, quien a la llegada de los Españoles, los antiguos pobladores de esta zona se trasladaron del Cerro Puémape a las ruinas de Pueblo Viejo. Siendo así una población de indígenas que el año de 1540 aprox. los conquistadores le traspasaron bajo su dominio a varias tribus que hasta el día de hoy son apellidos que a través de los años siguen latentes en su “continuidad cultural o cultura viva”, como los Yengle, Pairazamán, Chayguaque, Jatanca, Chocofán, Totero, etc.

## Artesanía
El Pellón Sampedrano, es una pieza de artesanía que forma parte del apero del caballo peruano de paso. Este adorno, data de los inicios del siglo XVIII, y su fama de confección en la ciudad de San Pedro de Lloc, se remonta al siglo pasado. Es una prenda del apero de un caballo de paso, y se usa encima de la montura para evitar el roce de las piezas de esta misma con las piernas del jinete.
Artículos de paja, sombreros y bolsas para el mercado.
Confección de artículos en cuero repujado.
Tallado de madera.
Pirotecnia.- resaltan en las fiestas patronales y/o populares la presencia de castillos de fuegos artificiales.

## Mitología
El Tesoro de Cupisnique; descrito en las Tradiciones de Ricardo Palma con el título de "Los Macuquinos de Cupisnique".

## Fiestas populares
- La fiesta patronal de San Pedro y San Pablo; 28 y 29 de junio.
- Fiesta de la provincia que se celebra el 23 de noviembre.
- Carnavales; se celebran durante el mes de marzo entre barrios dentro de los cuales están como actividades principales: la parad y tumba del palo verde y el corso carnavalesco a propia iniciativa de cada barrio que con el transcurrir del tiempo ha tomado matices competitivos, siendo los más destacados y populares el del sector la venturosa, barrio Junín-Alianza e independiente y últimamente tan bien destaca la del barrio Zepita cdra 3.

## Deportes y juegos tradicionales
El juego de Tejos, que consiste en ubicar en un adobe de barro con una línea en el centro unas fichas de bronce (Tejos), existe una liga de Tejos que realiza un campeonato anual, jugándose cada domingo en canchas de cada club afiliado diferentes.
Se está tratando de incentivar la práctica del SanBoard, en los arenales ubicados en las pampas de San Pedro de Lloc.
Caminatas, con duración de dos a 8 horas por las dunas de San Pedro.
Excursiones a caballo.
Pesca, en las acequias, ríos, lagunas y playas de San Pedro.

## Playas
- Puémape

Ubicación : costa norte del Perú, Dpto. de La Libertad.
A la altura del "km 656" de la carretera Panamericana Norte
Tipo de ola : es una izquierda larga y bien formada.
Puede alcanzar los 3 m
Características del mar: agua regularmente fría.
Temperatura promedio: 19 °C
La corriente aumenta según la fuerza de la crecida. Revienta todo el año.
Acceso:
Vía terrestre: en el km 656 de la Panamericana Norte se toma un desvío por una pista afirmada durante unos 25 min, hasta llegar a la playa. Para todo tipo de vehículo.
- Santa Elena: Hermoso balneario ubicado a unos 7 km, de San Pedro de Lloc, al igual que Puémape santa Elena se caracterizatambien por ser una de los balnearios preferidos por la población de la provincia de Pacasmayo, ya que posee a diferencia de las playas del litoral, una vasta extensión de arena lo cual la hace una de las playas más accesibles para las familias, también es muy famosa por el pequeño riachuelo que desemboca al mar, haciendo aún más divertido el día playero.

- El Milagro: Pequeño y tranquilo balneario, que se encuentra al noroeste de San Pedro de Lloc, se caracteriza por poseer unos de los micros climas más saludables de la costa norte de Perú, alberga unas 70 casas de verano las cuales son ocupadas de enero a marzo, este balneario no es muy frecuentado por turistas debido a que su orilla empedrada no es ideal para los bañistas, pero el mar es muy cálido y tranquilo, los veraneantes ya están acostumbrados y dan fe de la belleza del lugar.

## Símbolos

### Himno de San Pedro de Lloc
- Letra: Elmer Encomenderos Dávalos
- Música: Manuel Urbina Arroyo
- Arreglo musical: Manuel Tarma Boy

Coro
Por San Pedro ¡De pie, ciudadanos!
que es la hora feliz de entonar
este himno que infunde civismo
y enarbola su amor y su ideal.
Por San Pedro ¡De pie, ciudadanos!
e imbuidos de un eros social;
trabajemos unidos labrando
su grandeza y su prosperidad
</p
Estrofa I
¡Viva San Pedro, pueblo de gestas!
¡Viva su canto de libertad!
¡Vivan Sevilla, Carlos Gutiérrez,
Goyburu y Rázuri; manes sin par!
¡Viva su hueste de juventudes
que, de Lloc, lleva el temple gentil,
que es bastión firme de su progreso,
cabal resorte de su cenit!
</p
Estrofa II
San Pedro es faro de peruanismo,
donde Raimondi vivió su afán,
que luce en nuestra regia provincia,
su señorío de capital.
San Pedro es cofia de tradiciones,
ciudad de gloria, de amor y de luz,
lar del trabajo y del altruismo,
segmento hermoso de este Perú.
</